# Gran Premio di superbike di Phillip Island 2005
Il Gran Premio di superbike di Phillip Island 2005 è stato la seconda prova su dodici del campionato mondiale Superbike 2005, disputato il 3 aprile sul circuito di Phillip Island, in gara 1 ha visto la vittoria di Troy Corser davanti a Yukio Kagayama e Chris Vermeulen, lo stesso pilota si è ripetuto anche in gara 2, davanti a Yukio Kagayama e Max Neukirchner.
La vittoria nella gara valevole per il campionato mondiale Supersport 2005 è stata ottenuta da Sébastien Charpentier.

## Risultati

### Gara 1

#### Arrivati al traguardo[4]
| Pos. | Nº  | Pilota            | Squadra                     | Motocicletta       | Giri | Tempo     | Griglia | Punti |
| ---- | --- | ----------------- | --------------------------- | ------------------ | ---- | --------- | ------- | ----- |
| 1º   | 11  | Troy Corser       | Alstare Suzuki Corona Extra | Suzuki GSXR1000 K5 | 22   | 35:15.199 | 4º      | 25    |
| 2º   | 71  | Yukio Kagayama    | Alstare Suzuki Corona Extra | Suzuki GSXR1000 K5 | 22   | +0:08.279 | 1º      | 20    |
| 3º   | 77  | Chris Vermeulen   | Winston Ten Kate Honda      | Honda CBR 1000RR   | 22   | +0:12.551 | 9º      | 16    |
| 4º   | 76  | Max Neukirchner   | Klaffi Honda                | Honda CBR 1000RR   | 22   | +0:12.761 | 3º      | 13    |
| 5º   | 88  | Andrew Pitt       | Yamaha Motor Italia WSB     | Yamaha YZF R1      | 22   | +0:13.204 | 5º      | 11    |
| 6º   | 3   | Norifumi Abe      | Yamaha Motor France-Ipone   | Yamaha YZF R1      | 22   | +0:15.116 | 12º     | 10    |
| 7º   | 55  | Régis Laconi      | Ducati Xerox                | Ducati 999F05      | 22   | +0:17.195 | 8º      | 9     |
| 8º   | 31  | Karl Muggeridge   | Winston Ten Kate Honda      | Honda CBR 1000RR   | 22   | +0:33.821 | 6º      | 8     |
| 9º   | 9   | Chris Walker      | PSG-1 Kawasaki Corse        | Kawasaki ZX10      | 22   | +0:34.010 | 13º     | 7     |
| 10º  | 200 | Giovanni Bussei   | Kawasaki Bertocchi          | Kawasaki ZX10      | 22   | +0:42.594 | 11º     | 6     |
| 11º  | 32  | Sébastien Gimbert | Yamaha Motor France-Ipone   | Yamaha YZF R1      | 22   | +0:42.851 | 21º     | 5     |
| 12º  | 6   | Mauro Sanchini    | PSG-1 Kawasaki Corse        | Kawasaki ZX10      | 22   | +0:44.556 | 16º     | 4     |
| 13º  | 8   | Ivan Clementi     | Kawasaki Bertocchi          | Kawasaki ZX10      | 22   | +0:44.804 | 18º     | 3     |
| 14º  | 1   | James Toseland    | Ducati Xerox                | Ducati 999F05      | 22   | +1:01.011 | 10º     | 2     |
| 15º  | 93  | Andrew Stroud     | Superbike New Zealand       | Suzuki GSXR1000 K4 | 22   | +1:32.156 | 28º     | 1     |
| 16º  | 17  | Miguel Praia      | DFXtreme Sterilgarda        | Yamaha YZF R1      | 21   | +1 giro   | 29º     |       |

#### Ritirati
| Nº  | Pilota             | Squadra                   | Motocicletta     | Giri | Griglia |
| --- | ------------------ | ------------------------- | ---------------- | ---- | ------- |
| 155 | Ben Bostrom        | Renegade Koji             | Honda CBR 1000RR | 21   | 23º     |
| 99  | Steve Martin       | Foggy Petronas Racing     | Petronas FP1     | 14   | 2º      |
| 20  | Marco Borciani     | DFXtreme Sterilgarda      | Yamaha YZF R1    | 13   | 26º     |
| 41  | Noriyuki Haga      | Yamaha Motor Italia WSB   | Yamaha YZF R1    | 11   | 19º     |
| 12  | Lorenzo Alfonsi    | D.F.X. Treme              | Yamaha YZF R1    | 10   | 20º     |
| 27  | Alessio Corradi    | Team Pedercini            | Ducati 999RS     | 8    | 24º     |
| 45  | Gianluca Vizziello | Italia Lorenzini by Leoni | Yamaha YZF R1    | 5    | 14º     |
| 24  | Garry McCoy        | Foggy Petronas Racing     | Petronas FP1     | 4    | 7º      |
| 19  | Lucio Pedercini    | Team Pedercini            | Ducati 999RS     | 4    | 25º     |
| 10  | Fonsi Nieto        | Ducati SC Caracchi        | Ducati 999RS     | 3    | 22º     |
| 30  | José Luis Cardoso  | D.F.X. Treme              | Yamaha YZF R1    | 0    | 15º     |

#### Squalificato
| Nº | Pilota        | Squadra            | Motocicletta | Giri | Tempo     | Griglia |
| -- | ------------- | ------------------ | ------------ | ---- | --------- | ------- |
| 57 | Lorenzo Lanzi | Ducati SC Caracchi | Ducati 999RS | 22   | +0:43.181 | 27º     |

### Gara 2

#### Arrivati al traguardo[5]
| Pos. | Nº  | Pilota          | Squadra                     | Motocicletta       | Giri | Tempo     | Griglia | Punti |
| ---- | --- | --------------- | --------------------------- | ------------------ | ---- | --------- | ------- | ----- |
| 1º   | 11  | Troy Corser     | Alstare Suzuki Corona Extra | Suzuki GSXR1000 K5 | 22   | 37:34.183 | 4º      | 25    |
| 2º   | 71  | Yukio Kagayama  | Alstare Suzuki Corona Extra | Suzuki GSXR1000 K5 | 22   | +0:05.822 | 1º      | 20    |
| 3º   | 76  | Max Neukirchner | Klaffi Honda                | Honda CBR 1000RR   | 22   | +0:10.897 | 3º      | 16    |
| 4º   | 77  | Chris Vermeulen | Winston Ten Kate Honda      | Honda CBR 1000RR   | 22   | +0:18.757 | 9º      | 13    |
| 5º   | 10  | Fonsi Nieto     | Ducati SC Caracchi          | Ducati 999RS       | 22   | +0:53.089 | 22º     | 11    |
| 6º   | 27  | Alessio Corradi | Team Pedercini              | Ducati 999RS       | 22   | +0:54.127 | 24º     | 10    |
| 7º   | 55  | Régis Laconi    | Ducati Xerox                | Ducati 999F05      | 22   | +0:58.076 | 8º      | 9     |
| 8º   | 3   | Norifumi Abe    | Yamaha Motor France-Ipone   | Yamaha YZF R1      | 22   | +1:03.328 | 12º     | 8     |
| 9º   | 200 | Giovanni Bussei | Kawasaki Bertocchi          | Kawasaki ZX10      | 22   | +1:04.355 | 11º     | 7     |
| 10º  | 6   | Mauro Sanchini  | PSG-1 Kawasaki Corse        | Kawasaki ZX10      | 22   | +1:08.754 | 16º     | 6     |
| 11º  | 155 | Ben Bostrom     | Renegade Koji               | Honda CBR 1000RR   | 22   | +1:14.447 | 23º     | 5     |
| 12º  | 93  | Andrew Stroud   | Superbike New Zealand       | Suzuki GSXR1000 K4 | 22   | +1:16.710 | 28º     | 4     |
| 13º  | 57  | Lorenzo Lanzi   | Ducati SC Caracchi          | Ducati 999RS       | 22   | +1:20.004 | 27º     | 3     |
| 14º  | 17  | Miguel Praia    | DFXtreme Sterilgarda        | Yamaha YZF R1      | 22   | +2:44.473 | 29º     | 2     |

#### Ritirati
| Nº | Pilota             | Squadra                   | Motocicletta     | Giri | Griglia |
| -- | ------------------ | ------------------------- | ---------------- | ---- | ------- |
| 12 | Lorenzo Alfonsi    | D.F.X. Treme              | Yamaha YZF R1    | 16   | 20º     |
| 9  | Chris Walker       | PSG-1 Kawasaki Corse      | Kawasaki ZX10    | 15   | 13º     |
| 99 | Steve Martin       | Foggy Petronas Racing     | Petronas FP1     | 14   | 2º      |
| 41 | Noriyuki Haga      | Yamaha Motor Italia WSB   | Yamaha YZF R1    | 13   | 19º     |
| 88 | Andrew Pitt        | Yamaha Motor Italia WSB   | Yamaha YZF R1    | 12   | 5º      |
| 24 | Garry McCoy        | Foggy Petronas Racing     | Petronas FP1     | 12   | 7º      |
| 20 | Marco Borciani     | DFXtreme Sterilgarda      | Yamaha YZF R1    | 11   | 26º     |
| 32 | Sébastien Gimbert  | Yamaha Motor France-Ipone | Yamaha YZF R1    | 9    | 21º     |
| 30 | José Luis Cardoso  | D.F.X. Treme              | Yamaha YZF R1    | 7    | 15º     |
| 1  | James Toseland     | Ducati Xerox              | Ducati 999F05    | 5    | 10º     |
| 31 | Karl Muggeridge    | Winston Ten Kate Honda    | Honda CBR 1000RR | 5    | 6º      |
| 8  | Ivan Clementi      | Kawasaki Bertocchi        | Kawasaki ZX10    | 1    | 18º     |
| 45 | Gianluca Vizziello | Italia Lorenzini by Leoni | Yamaha YZF R1    | 1    | 14º     |
| 19 | Lucio Pedercini    | Team Pedercini            | Ducati 999RS     | 1    | 25º     |

### Supersport

#### Arrivati al traguardo[3]
| Pos. | Nº  | Pilota                   | Squadra                     | Motocicletta    | Giri | Tempo     | Griglia | Punti |
| ---- | --- | ------------------------ | --------------------------- | --------------- | ---- | --------- | ------- | ----- |
| 1º   | 16  | Sébastien Charpentier    | Winston Ten Kate Honda      | Honda CBR 600RR | 21   | 34:28.920 | 1º      | 25    |
| 2º   | 11  | Kevin Curtain            | Yamaha Motor Germany        | Yamaha YZF R6   | 21   | + 3.595   | 4º      | 20    |
| 3º   | 99  | Fabien Foret             | Megabike                    | Honda CBR 600RR | 21   | + 9.641   | 3º      | 16    |
| 4º   | 21  | Katsuaki Fujiwara        | Winston Ten Kate Honda      | Honda CBR 600RR | 21   | + 9.664   | 5º      | 13    |
| 5º   | 3   | Jurgen van den Goorbergh | Ducati Selmat               | Ducati 749 R    | 21   | + 29.602  | 9º      | 11    |
| 6º   | 116 | Johan Stigefelt          | Stiggy Motorsports          | Honda CBR 600RR | 21   | + 34.168  | 8º      | 10    |
| 7º   | 23  | Broc Parkes              | Yamaha Motor Germany        | Yamaha YZF R6   | 21   | + 42.695  | 12º     | 9     |
| 8º   | 8   | Stéphane Chambon         | Gil Motor Sport             | Honda CBR 600RR | 21   | + 46.360  | 6º      | 8     |
| 9º   | 25  | Tatu Lauslehto           | Klaffi Honda                | Honda CBR 600RR | 21   | + 48.976  | 14º     | 7     |
| 10º  | 24  | Christophe Cogan         | Moto 1 - Suzuki             | Suzuki GSX 600R | 21   | + 56.859  | 11º     | 6     |
| 11º  | 12  | Javier Forés             | Alstare Suzuki Corona Extra | Suzuki GSX 600R | 21   | +1:20.356 | 10º     | 5     |
| 12º  | 48  | David García             | Lightspeed Kawasaki         | Kawasaki ZX 6RR | 21   | +1:20.461 | 15º     | 4     |
| 13º  | 58  | Tomáš Mikšovský          | Intermoto Czech Republic    | Honda CBR 600RR | 21   | +1:28.701 | 18º     | 3     |
| 14º  | 59  | Paweł Szkopek            | Intermoto Czech Republic    | Honda CBR 600RR | 20   | +1 giro   | 16º     | 2     |

#### Ritirati
| Nº | Pilota               | Squadra             | Motocicletta    | Giri | Griglia |
| -- | -------------------- | ------------------- | --------------- | ---- | ------- |
| 84 | Michel Fabrizio      | Italia Megabike     | Honda CBR 600RR | 18   | 2º      |
| 30 | Alessandro Antonello | Kawasaki Bertocchi  | Kawasaki ZX 6RR | 6    | 13º     |
| 15 | Matteo Baiocco       | Lightspeed Kawasaki | Kawasaki ZX 6RR | 5    | 19º     |
| 14 | Andrea Berta         | Ducati Selmat       | Ducati 749 R    | 1    | 17º     |
| 69 | Gianluca Nannelli    | Ducati SC Caracchi  | Ducati 749 R    | 0    | 7º      |